# Gilmoreosaure
L'gilmoreosaure (Gilmoreosaurus, "llangardaix de Gilmore") és un gènere representat per una única espècie de dinosaure ornitòpode hadrosàurid que va viure a la fi del període Cretaci en el Campanià, fa aproximadament entre 80 milions d'anys en el que és avui Mongòlia.

## Descripció
És considerat per molts com un dels més primitius hadrosàurids, tenien llargues les mandíbules inferiors i les potes posteriors, i no tenien la cresta hueca. Els seus peus amb aspecte d'arpa s'assemblaven més a les d'un iguanodòntid, com l'iguanodont, que a les d'un hadrosàurid. Era de constitució lleugera per a la seva grandària de prop de 8 metres de llarg, amb membres posteriors ben desenvolupats que li permetrien una ràpida carrera. La seva boca estava repleta de petites dents que es reemplaçaven a mesura que es desgastaven, com en hadrosaures posteriors.